# Cordylospasta
Cordylospasta is een geslacht van kevers uit de familie oliekevers (Meloidae).
Het geslacht is voor het eerst wetenschappelijk beschreven in 1875 door G. Horn.

## Soorten
Het geslacht omvat de volgende soorten:
- Cordylospasta fulleri Horn, 1875
- Cordylospasta opaca (Horn, 1868)